# Клеймс Конференс
Клеймс Конференс (англ. Claims Conference) — Конференція з питань матеріальних претензій євреїв до Німеччини, або Конференція з питань претензій — представляє євреїв світу в переговорах щодо компенсації та реституції для жертв нацистських переслідувань та їхніх спадкоємців. Відповідно до розділу 2(1)(3) Закону про власність Німеччини, Конференція з питань претензій є правонаступником щодо претензій, які не були подані вчасно єврейськими особами. Цей факт був підтверджений у рішеннях деяких судових позовів, які намагалися переосмислити Конференцію з питань претензій як «довірену особу» цих активів. Ці позови були відхилені. Claims Conference управляє компенсаційними фондами, повертає незатребувану єврейську власність і виділяє кошти установам, які надають соціальні послуги тим, хто пережив Голокост, а також зберігають пам'ять і уроки Голокосту. Юліус Берман очолював організацію як голова правління, а з 2020 року є президентом.

## Історія
Організація була заснована в 1951 році в результаті переговорів між 23 американськими єврейськими організаціями та урядом Західної Німеччини під керівництвом канцлера Конрада Аденауера.

## Компенсаційні програми
Станом на 2012 рік Конференція з розгляду претензій адмініструє наступні програми, які забезпечують прямі виплати єврейським жертвам нацистських переслідувань. Програми були узгоджені з німецьким урядом і підпорядковуються критеріям прийнятності, визначеним німецьким урядом. Конференція постійно веде переговори про розширення та лібералізацію критеріїв прийнятності для того, щоб включити в програми додаткову кількість жертв. У 1978 році, після 25 років виплат, загальна сума компенсаційних виплат Федеративної Республіки Німеччина склала 53 мільярди німецьких марок. Виплати за деякими програмами тривають і донині.
- Фонд статті 2, довічна пенсія для певних осіб, які були ув'язнені в концтаборах, гетто чи примусових трудових батальйонах, або які були змушені переховуватися. Критерії прийнятності постійно обговорювалися з Німеччиною та включають обмеження доходу, встановлені урядом Німеччини.[1]
- Фонд Центральної та Східної Європи, пенсійна програма, схожа на Фонд Статті 2, яка розподіляє виплати особам, які втратили годувальника, у Східній Європі та колишньому Радянському Союзі (FSU).[2]
- Hardship Fund, одноразова виплата єврейським жертвам нацизму, які емігрували з країн радянського блоку та відповідають певним критеріям права, встановленим урядом Німеччини.[3][4]
- Фонд компенсації жертвам Голокосту, одноразова виплата євреям-жертвам нацизму, які втекли від нацистів. Порівняно з Hardship Fund, але для нинішніх жителів колишнього Радянського Союзу. Термін подання заявки закінчився.[5]
- Фонд дітей, які пережили Голокост, — це одноразова виплата, призначена для визнання страждань тих, хто пережив Голокост, які пережили неймовірну травму в дитинстві. Цей фонд відкритий для євреїв-жертв нацизму, які зазнали переслідувань як євреї та народилися 1 січня 1928 року або пізніше.[6]
- Фонд подружжя тих, хто пережив Голокост — це фонд для компенсації подружжям померлих отримувачів пенсійних фондів Claims Conference за статтею 2 або Центрально-Східної Європи (CEEF).[7]
- Програма допомоги постраждалим у Румунії — у 2018 році Claims Conference оголосила про наявність коштів від Фонду Карітатея в Румунії для розподілу серед жертв нацизму євреїв, які жили під румунським режимом у будь-який час між 1937 і 1944 роками та зараз проживають за межами Румунії та Ізраїлю. Фонд Caritatea був створений Федерацією єврейських громад Румунії та Всесвітньою єврейською організацією реституції (WJRO). Ці кошти отримані від реституції комунального майна, незаконно відібраного у єврейських громад Румунії під час і після Другої світової війни .[8]
- Програма для колишніх рабів і примусових робітників, одноразова виплата особам, «примушеним виконувати роботу в концентраційному таборі… гетто або подібному місці ув'язнення за подібних умов». Термін подання заявки закінчився.[9]
- Фонд допомоги жертвам медичних експериментів та інших травм : Термін подачі заявок минув.[10]
- Фонд вакцинації тих, хто пережив Голокост[11]

## Міжнародна ніч тих, хто пережив Голокост (IHSN)
Щороку, починаючи з 2017 року, в третю ніч Хануки Claims Conference організовує Міжнародну ніч пам'яті жертв Голокосту, щоб вшанувати євреїв, які пережили Шоа. Заходи проходили в Єрусалимі, Берліні, районі метро Нью-Йорка/Нью-Джерсі, Парижі та Москві.

## Діяльність в Україні
У 2022 році організація виділила кошти на підтримку в Україні 10 тис. осіб, котрі пережили Голокост. У 2023 році було оголошено зобовязання про виділення ще 47 млн дол. США на подібну пряму підтримку.

## Критика
19 травня 2006 року «Єврейська хроніка» повідомила, що найбільш високооплачуваний чиновник Конференції з розгляду позовів, виконавчий віце-президент Гідеон Тейлор, отримав 437 811 доларів (240 000 фунтів стерлінгів) у вигляді зарплати і пенсії (дані за 2004 рік). Радник британських потерпілих у справах про компенсацію у 1990-х роках, д-р Пінто-Дущинський, прокоментував цю ситуацію: «Неправильно, що виконавчий віце-президент щорічно заробляє стільки ж, скільки і компенсація для кількох сотень колишніх рабів. Моральний авторитет провідних єврейських організацій серйозно ослаблений надмірно високими зарплатами вищих посадових осіб».
Одним із найвідвертіших критиків Конференції з розгляду претензій є Ісі Лейблер, колишній голова Керівної ради Всесвітнього єврейського конгресу, який посилається на звинувачення в некомпетентності, недоброчесності та приховуванні фактів, а також на відсутність незалежної наглядової ради, бюрократизацію та домінування невеликої кліки.
У статті The Jerusalem Post він пише, що «найбагатший єврейський фонд у світі досі не зміг надати адекватну фінансову допомогу літнім і хворим жертвам Голокосту, які живуть у злиднях на схилі літ. Він повинен понести відповідальність за цей скандал у сучасному єврейському суспільстві». Організація, яка хвалиться тим, що в даний час тримає в довірчому управлінні 900 мільйонів доларів активів, але не може виправити такий стан, повинна нести відповідальність за один з найбільших скандалів в сучасному єврейському житті".
Пріоритети організації також були піддані критиці. Серед критиків — власний скарбник Claims Conference Роман Кент, який пережив Голокост, який розповів The Jewish Chronicle: «Ті, хто вижив, страждають. Нашим єдиним пріоритетом повинні бути ті, хто вижив, а все інше має бути другорядним. Ми витрачаємо гроші на тисячі проектів, але здоров'я тих, хто вижив, не може чекати. Вони помирають щодня». […] "Я не кажу, що це погані програми, але вони можуть почекати — або ж за них має відповідати світова єврейська громада, а не Конференція з претензій.
У звіті про розслідування 2006 року стверджувалося, що організація, маючи на рахунках 1,7 мільярда доларів, фінансує соціальну допомогу лише для 9000 жертв, тоді як «десятки мільйонів доларів щороку» витрачаються на управлінські витрати.
На тлі зростаючої критики офіс незалежного федерального аудитора Німеччини оголосив у червні 2008 року, що розглядає можливість проведення розслідування щодо Конференції з розгляду претензій.

## Розкрадання з Claims Conference
9 листопада 2010 року прокуратура США оголосила обвинувальний висновок проти 11 співробітників Claims Conference та кількох інших осіб за шахрайство та розкрадання понад 42 мільйонів доларів США з Claims Conference. Керівництво Claims Conference повідомило Федеральне бюро розслідувань, як тільки виявило шахрайство у 2009 році, і продовжує співпрацювати з ФБР. 19 жовтня 2012 року видання The Forward повідомило, що сума шахрайства зросла до 57 мільйонів доларів.
20 травня 2011 року газета «Мельбурн Геральд Сан» повідомила, що одне з розслідувань ймовірного шахрайства було зосереджене на заяві австралійця Алекса Курзема про відшкодування збитків. Курзем, історія життя якого описана в книзі «Талісман», розповідав про свою підтримку нацистського військового злочинця Карліса Лобе, а також стверджував, що став жертвою нацистських переслідувань.
У 2013 році до 8 років позбавлення волі був засуджений директор фонду Art. 2 директора фонду Семена Домніцера.

## Знатні люди
- Стюарт Е. Айзенстат, головний посол на переговорах
- Наум Гольдманн, головний учасник переговорів проти Німеччини в 1951 році